# Мельник (город)
Ме́льник (чеш. Mělník [ˈmɲɛlɲiːk]) — город в Среднечешском крае Чехии, расположенный у слияния Лабы и Влтавы, примерно в 30 км к северу от Праги. Является муниципалитетом с расширенными полномочиями и административным центром района Мельник.
Население составляет около 19,07 тысяч жителей (2005).
Машиностроение, химическая и пищевая промышленность (сахарный завод, виноделие).
Мельник основан в IX веке. Получил статус королевского города в 1274 году.
Важной достопримечательностью города является Мельницкий замок (XVI века, ныне находится в частном владении семейства Лобковицов); в замковом здании располагается музей виноделия. Также примечательны средневековая церковь Петра и Павла и готическая ратуша. В Мельнике имеется художественная галерея.

## Ссылки

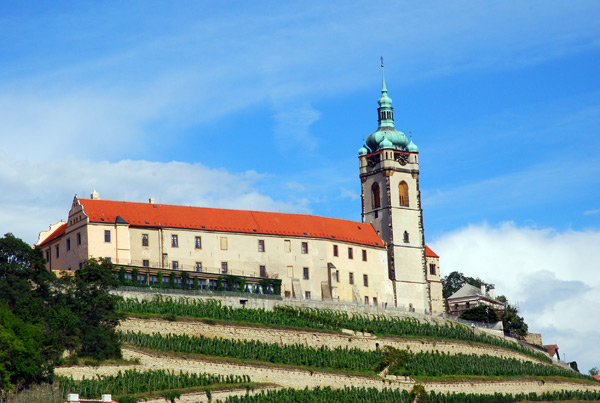
Замок Мельник с виноградниками
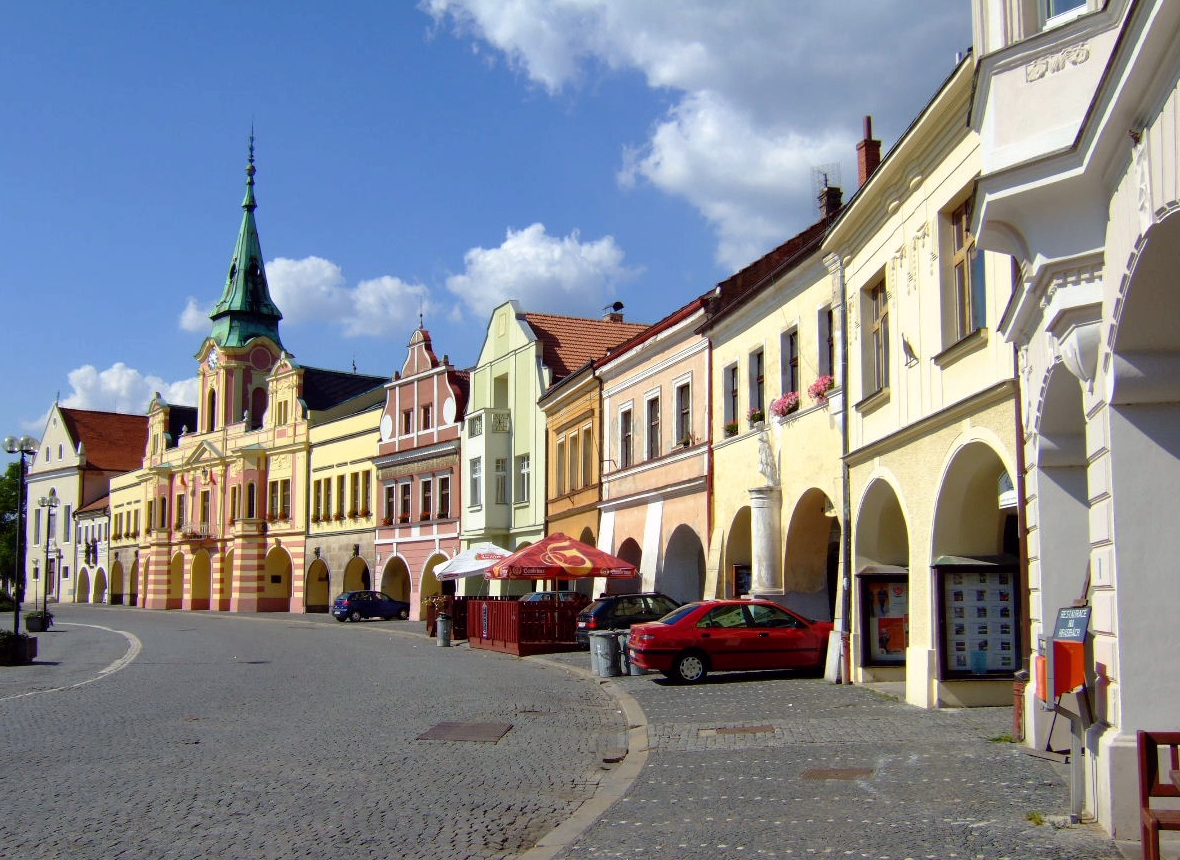
Площадь Мира — центральная площадь города
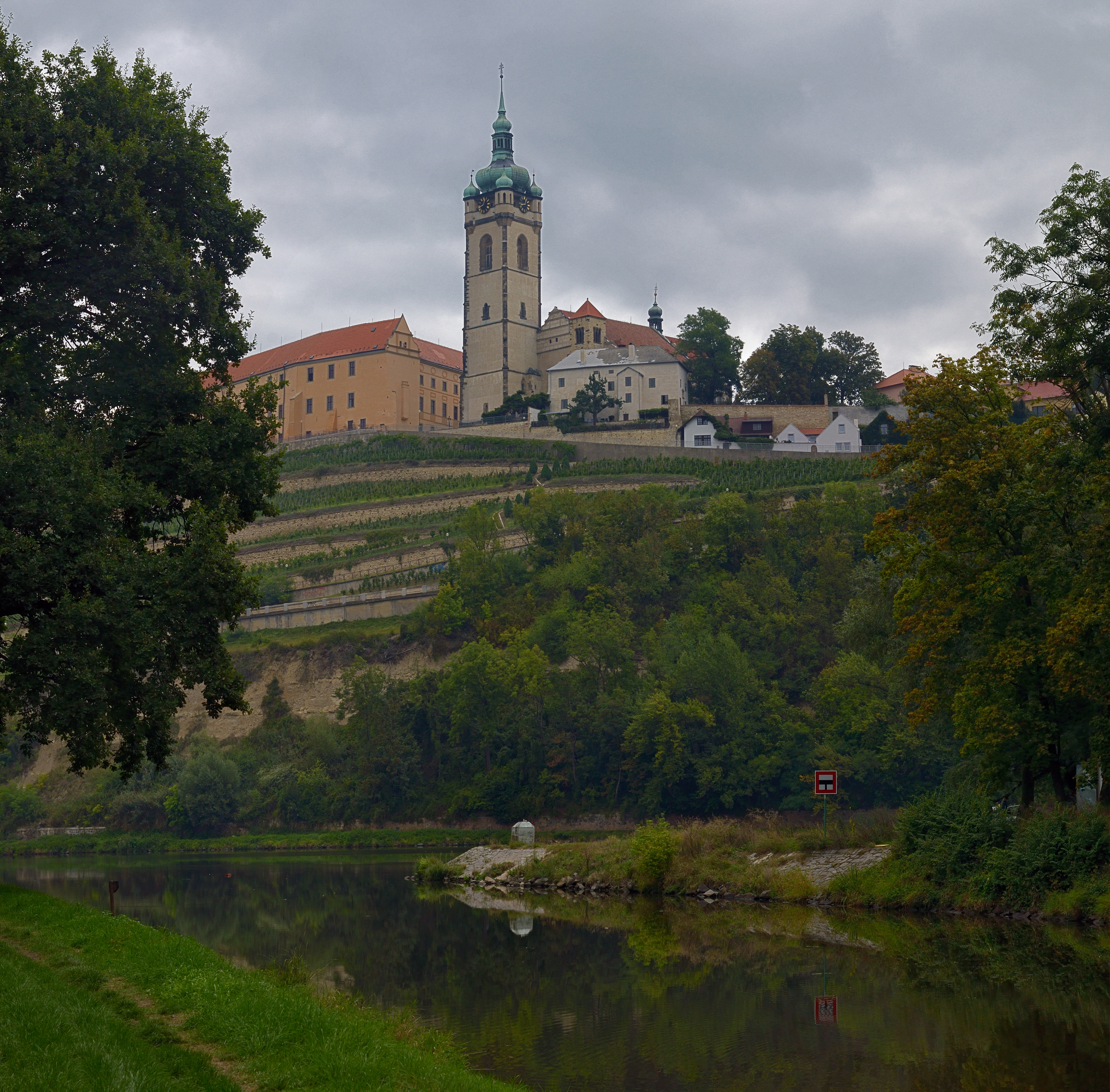
Замок Мельник над слиянием Влтавы и Эльбы
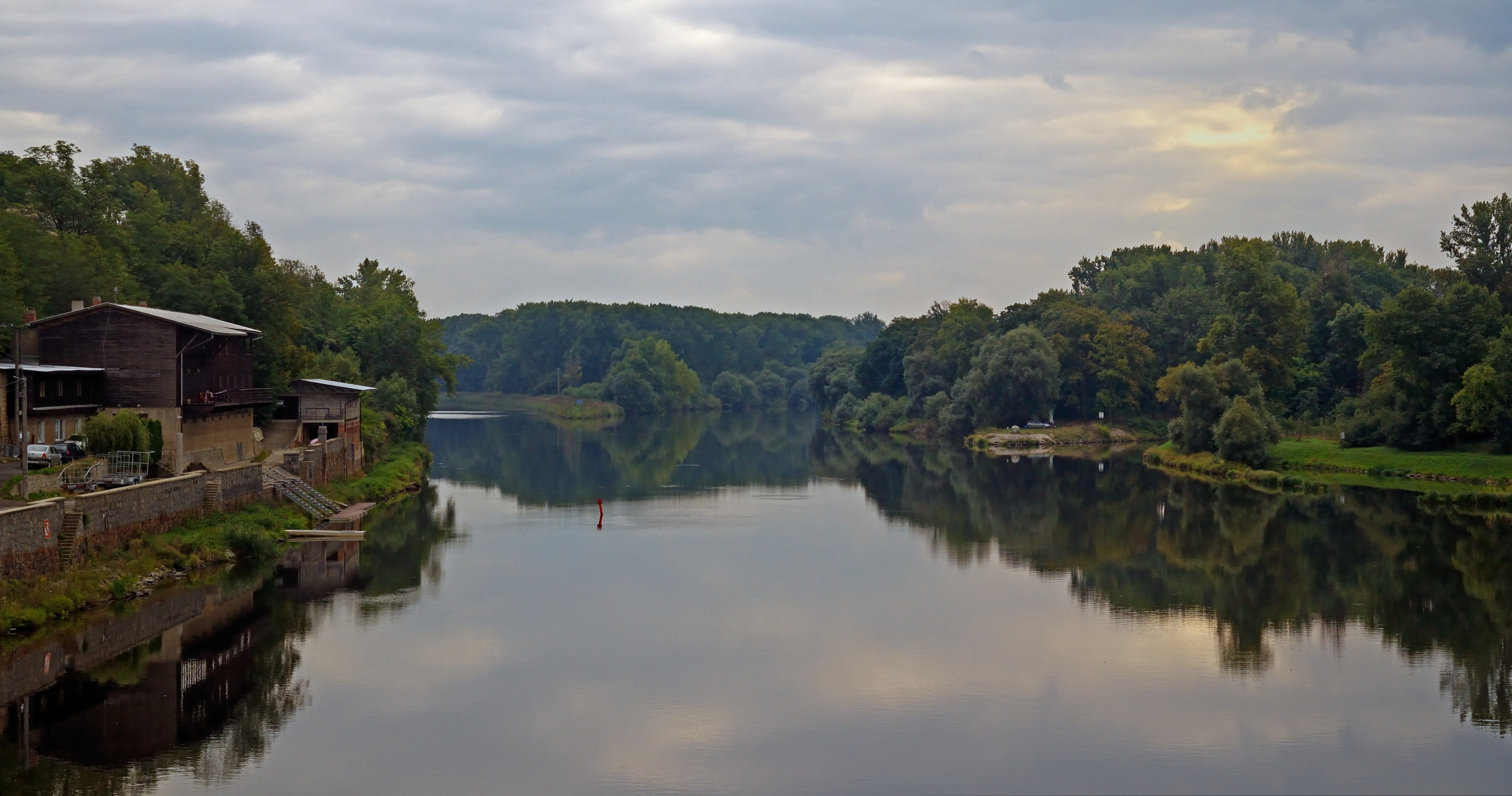
Слияние Влтавы и Эльбы

## Население
| 1869    | 1880    | 1890    | 1900    | 1910    | 1921    | 1930    | 1930    | 1950    |
| ------- | ------- | ------- | ------- | ------- | ------- | ------- | ------- | ------- |
| 7112    | ↗7656   | ↗8247   | ↗8976   | ↗9806   | ↗10 502 | ↗11 537 | ↗12 089 | ↘11 914 |
| 1950    | 1961    | 1961    | 1970    | 1970    | 1980    | 1980    | 1991    | 1991    |
| ↘11 493 | ↗13 076 | →13 076 | ↗15 487 | →15 487 | ↗18 941 | →18 941 | ↗19 625 | →19 625 |
| 2001    | 2014    | 2016    | 2017    | 2018    | 2019    | 2020    | 2021    | 2021    |
| ↘19 271 | ↘19 139 | ↗19 230 | ↗19 295 | ↗19 351 | ↗19 486 | ↗19 559 | ↗19 579 | ↗19 588 |
| 2022    | 2023    | 2024    |         |         |         |         |         |         |
| ↘19 472 | ↗20 202 | ↗20 350 |         |         |         |         |         |         |

## Города-побратимы
- Ветцикон, Швейцария
- Мелник, Болгария
- Ораниенбург, Германия
- Пшеворск, Польша
- Серпухов, Россия[19]